# Park Soo-jin
Park Soo-jin (hangul: 박수진; Seongnam, Gyeonggi, 27 de noviembre de 1985) es una actriz y cantante surcoreana. Fue miembro del grupo femenino surcoreano Sugar desde 2001 hasta 2006. En 2007, debutó como actriz.

## Vida personal
Anunció su compromiso con el actor y presidente de la agencia de talentos KeyEast, Bae Yong Jun en mayo de 2015. Se casaron el 27 de julio del mismo año y esperaban a su primer hijo. El 23 de octubre de 2016, dio a luz a un niño. En agosto de 2017, se reveló que la actriz está embarazada de su segundo hijo.

## Filmografía

### Series de televisión
| Año  | Título                             | Personaje         | Cadena    |
| ---- | ---------------------------------- | ----------------- | --------- |
| 2007 | Get Karl! Oh Soo-jung              | Joven Oh Soo-jung | SBS       |
| 2007 | The Devil That Pours Red Wine      | Ahn Chun-sa       | MBC       |
| 2008 | The Art of Seduction               | Hee-jin           | OCN       |
| 2008 | Our Happy Ending                   | Hyun-ji           | MBC       |
| 2009 | Boys Over Flowers                  | Cha Eun-jae       | KBS 2TV   |
| 2009 | Queen Seondeok                     | young Maya        | MBC       |
| 2009 | Te amaré por siempre               | Oh Nan-jung       | SBS       |
| 2010 | My Girlfriend is a Nine-Tailed Fox | Eun Hye-in        | SBS       |
| 2011 | Drama Special "Cupid Factory"      | Si-yoon           | KBS 2TV   |
| 2011 | Bachelor's Vegetable Store         | Jung Dan-bi       | Channel A |
| 2012 | My Husband Got a Family            | Song Soo-jin      | KBS 2TV   |
| 2012 | Natural Burials                    | Ji-hyo            | MBN       |
| 2013 | Bella solitaria                    | Cha Do-hwi        | tvN       |
| 2013 | The Blade and Petal                | Mo-seol           | KBS 2TV   |

### Películas
| Año  | Título                     | Personajes |  |
| ---- | -------------------------- | ---------- |  |
| 2009 | Searching for the Elephant | Ji-na      |  |
| 2012 | Superstar                  | Soo-jin    |  |
| 2012 | Natural Burials            | Ji-hyo     |  |
| 2013 | One Perfect Day            | Yoo-jin    |  |
| 2013 | 48 M                       | Han Eun-ok |  |

## Programas de televisión
- Tasty Road (Olive, 2013)
- Tasty Road 3 (OliveTV, 2012)
- Its City (Let’s hang out in Japan) (OliveTV, 2012)

## Anuncios
- 2012: Pigeon
- 2012: Kolping
- 2012: Amos Profesional
- 2010: Anna Sui
- 2010: MCC

## Videos musicales
- Kim Feel -  Marry Me (2015)
- J.Rich  -   Goodbye My Love (2010) (junto a U-Know Yunho)